# Stasiotika

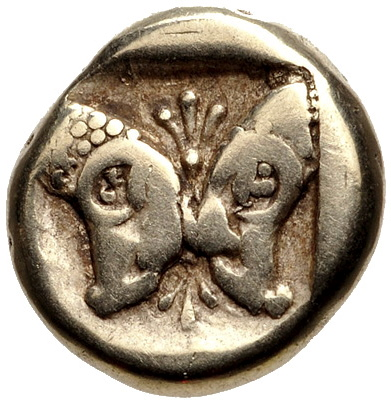
Hecté de electrum - Cabeças enfrentadas de carneiros entre palmetas - Mitilene (454-427 a.C.)

Stasiotika (στασιωτικά), termo grego que pode ser traduzido como “canções de batalha”, é o nome dado pelos compiladores alexandrinos de época helenística a um dos quatro tipos de composições poéticas do escritor lesbio Alceu, que viveu aproximadamente entre 630 e 580 a.C. Os otros três gêneros em que foram agrupadas as obras líricas de Alceu são: “Erotika” (poesia amorosa), “Hymnoi” (tratamento épico ou litúrgico das aventuras e manifestações dos deuses e heróis), e “Skolia” (canções curtas, mais despreocupadas, recitadas geralmente em banquetes ou “symposia”).
Os poemas suscetíveis de formar parte das “Stasiotika” são aqueles que refletem a marcada agitação social e política que sofreram as cidades lesbias, e especialmente Mitilene, durante a vida de Alceu. O termo é em relação direta com a crise interna ou “stasis” das cidades-estado gregas. Estas convulsões podiam ser causadas por várias rações, como os desentendimentos em torno do sistema político ideal. Em outros casos foi o excessivo crescimento demográfico da polis o que causou as tensões, aliviadas com a organização de expedições coloniais.

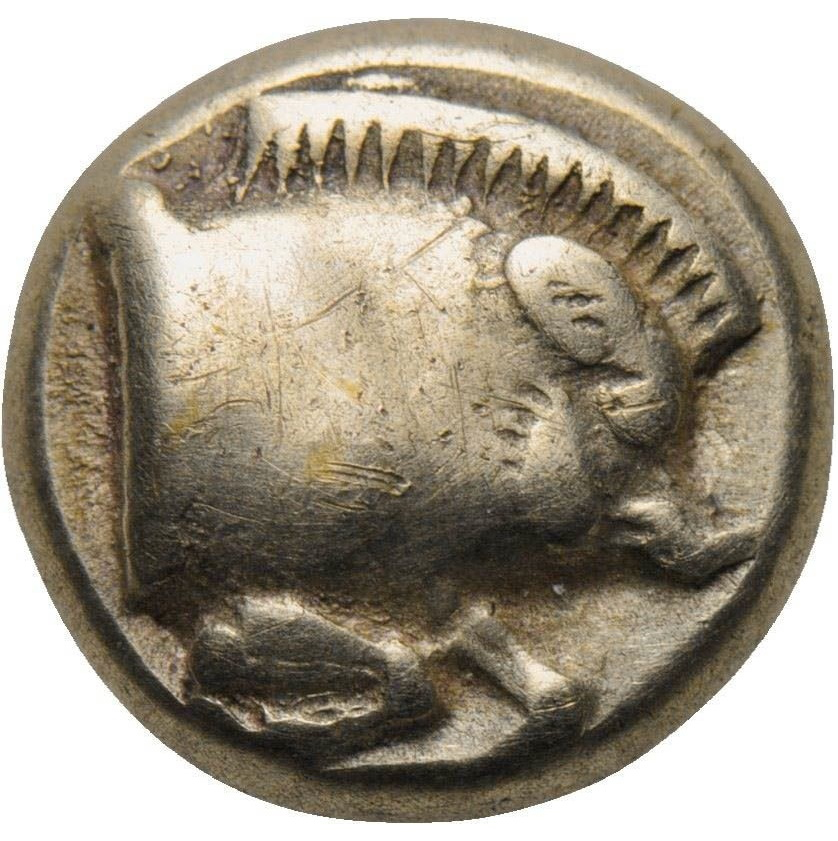
Hecté de electrum - Javali acometendo - Mitilene (454-427 a.C.)

O que Alceu procurava com suas canções patrióticas, recitadas com o acompanhamento da lira ou da cítara, era desestabilizar os regimes instituídos pelos tiranos, como Melancro, Mírsilo e Pítaco. Estas canções eram uma crítica ao populismo y ao exercício absoluto do poder, mas desde convicções elitistas que defendiam o retorno ao consenso entre os “aristoi”. Não incitavam ao tiranicídio, mas sim à humilhação pública do tirano para que ninguém quisesse voltar a ter o poder absoluto. Uma dificuldade adicional que impediu o sucesso das conspirações políticas de Alceu foi o prestígio acumulado no terreno militar e legislativo por Pítaco, um dos tiranos que teve Mitilene, e contra quem foram dirigidas muitas das envenenadas composições alcaicas. O exercício contínuo de agitador social fez que Alceu sofrera vários exílios. Desde eles continuou a alentar a insurreição contra os tiranos, pecando frequentemente de fanfarrice. Embora ele animava com seus poemas aos membros de seu partido para a realização de ações corajosas, sempre lhe atormentou o seu pouco louvável comportamento na batalha de Sigeo, enclave do Helesponto disputado entre atenienses e lesbios, onde teve que deixar suas armas para poder salvar a vida.
Dentro das “Stasiotika” há vários poemas semelhantes no tema à metafórica “nave do estado” de Arquíloco de Paros, assim como outros que equiparam aos cidadãos com as muralhas ou com os elementos mais emblemáticos da polis. No exílio, Alceu maquinava cómo juntar uma grande esquadra naval com a qual chegar a Mitilene para causar uma mudança política que fizera retornar o poder à nobreza tradicional. Após uma década de conflitos de diferentes intensidades, Pítaco abandonou voluntariamente o poder, deixando estabelecido em sua cidade um sólido ordem civil. Os fragmentos que se conservam das “canções de batalha” de Alceu são uma interessante amostra de cómo ferviam políticamente as cidades-estado gregas antes do surgimento dos ideais democráticos.